# Joshua Jackson
Joshua Carter Jackson, född den 11 juni 1978 i Vancouver, British Columbia, Kanada, är en skådespelare som har både kanadensiskt och amerikanskt medborgarskap. Han är mest känd som Pacey Witter i Dawsons Creek men har även medverkat i filmer som Urban Legend, En djävulsk romans, Cursed, Ocean's Eleven, Bobby och The Skulls.
Han fick sitt genombrott som 13-åring 1992 i rollen som ishockeyspelaren Charlie Conway i Disneyfilmen The Mighty Ducks. Han spelade även med i dess två uppföljare.
Jackson har även en väldigt liten roll i Scream 2. Han har även medverkat i en betydande roll i filmen Skvaller.
Joshua Jackson har också en roll i serien Fringe, där som Peter Bishop.
Jackson har en biroll i drama-tv-serien The Affair som Cole Lockhart.